# バロス・ルコ

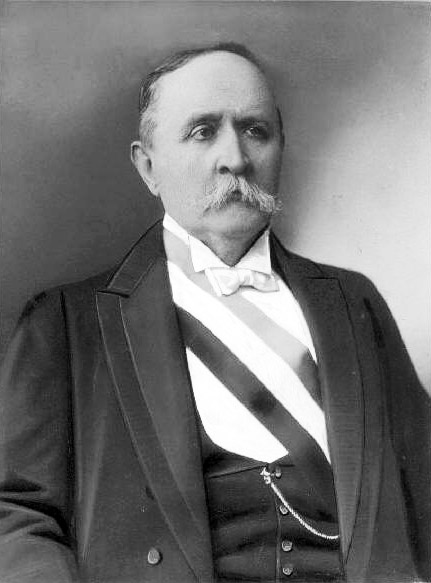
名前の由来となったラモン・バロス・ルコ。

バロス・ルコ（Barros Luco） は、チリで親しまれているホットサンドイッチ であり、具材には牛肉 と溶かしたチーズ が用いられている。名前は1910年から15年にかけてチリの大統領を務めていたラモン・バロス・ルコにちなんでおり、彼がNational Congress of Chileの食堂でたびたび頼んでいたからだとされている 。別の説では  Confitería Torresで作られたとされている
なお、大統領のいとこである上院議員エルネスト・バロス・ハルパは、牛肉が食べにくいということで、ハム とチーズのサンドイッチを好んでおり、こちらはバロス・ハルパという名前が付けられた。